# جيمس تيسون
جيمس تيسون (بالإنجليزية: James Tyson)‏ هو سياسي أسترالي، ولد في 8 أبريل 1819 في أستراليا، وتوفي في 4 ديسمبر 1898 في نفس البلد.